# Communauté de communes du Val de Sarthe
Die Communauté de communes du Val de Sarthe ist ein französischer Gemeindeverband mit der Rechtsform einer Communauté de communes im Département Sarthe in der Region Pays de la Loire. Sie wurde am 21. Dezember 1994 gegründet und umfasst 16 Gemeinden. Der Verwaltungssitz befindet sich im Ort Roëzé-sur-Sarthe.

## Historische Entwicklung
Mit Wirkung vom 1. Januar 2018 verließ die Gemeinde Cérans-Foulletourte die Communauté de communes Sud Sarthe und schloss sich dem hiesigen Verband an.

## Mitgliedsgemeinden
| Gemeinde                                | Einwohner 1. Januar 2022 | Fläche km² | Dichte Einw./km² | Code INSEE | Postleitzahl |
| --------------------------------------- | ------------------------ | ---------- | ---------------- | ---------- | ------------ |
| Cérans-Foulletourte                     | 3.365                    | 32,52      | 103              | 72051      | 72330        |
| Chemiré-le-Gaudin                       | 996                      | 22,79      | 44               | 72075      | 72210        |
| Étival-lès-le-Mans                      | 1.852                    | 10,34      | 179              | 72127      | 72700        |
| Fercé-sur-Sarthe                        | 577                      | 12,11      | 48               | 72131      | 72430        |
| Fillé                                   | 1.543                    | 10,07      | 153              | 72133      | 72210        |
| Guécélard                               | 3.200                    | 12,18      | 263              | 72146      | 72230        |
| La Suze-sur-Sarthe                      | 4.628                    | 21,40      | 216              | 72346      | 72210        |
| Louplande                               | 1.496                    | 18,47      | 81               | 72169      | 72210        |
| Malicorne-sur-Sarthe                    | 1.881                    | 15,13      | 124              | 72179      | 72270        |
| Mézeray                                 | 1.853                    | 32,95      | 56               | 72195      | 72270        |
| Parigné-le-Pôlin                        | 1.038                    | 13,85      | 75               | 72230      | 72330        |
| Roëzé-sur-Sarthe                        | 2.546                    | 26,46      | 96               | 72253      | 72210        |
| Saint-Jean-du-Bois                      | 612                      | 14,62      | 42               | 72293      | 72430        |
| Souligné-Flacé                          | 646                      | 16,49      | 39               | 72339      | 72210        |
| Spay                                    | 2.821                    | 14,22      | 198              | 72344      | 72700        |
| Voivres-lès-le-Mans                     | 1.350                    | 11,44      | 118              | 72381      | 72210        |
| Communauté de communes du Val de Sarthe | 30.404                   | 285,04     | 107              | –          | –            |